# 中国北方发动机研究所
中国北方发动机研究所，隶属中国兵器工业集团公司，创建于1958年，总部位于山西大同，是中国唯一的特种车辆发动机专业研究所，在河北廊坊建有分所，并在天津动力工程中心完善布局。中国北方发动机研究所是全国军用内燃机产品质量监督检测中心、中国内燃机工业协会常务理事单位。